# AN/SPS-55

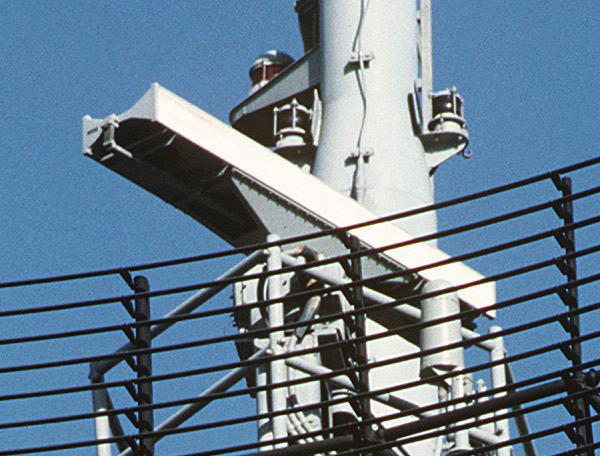
L'AN/SPS-55 de l'.

L'AN/SPS-55 est un radar de recherche et de navigation (surface) à semi-conducteurs, développé par Cardion Electronics pour l'US Navy dans le cadre d'un contrat attribué en 1971. 
Il fut initialement développé pour un type de navires connu sous le nom de « frégate de patrouille polyvalente », mais fut également installé sur de nombreux croiseurs, destroyers et dragueurs de mines. Il s'agit d'un radar en bande de fréquence « I » et son antenne se compose de deux réseaux de guides d'ondes montés dos à dos. Un réseau fournit une polarisation linéaire (en) et l'autre une polarisation circulaire. La polarisation est sélectionnable par l'utilisateur et le réseau polarisé circulaire est plus efficace pour réduire les retours des précipitations.

## Utilisateurs
- Classe Ticonderoga : AN/SPS-73 a remplacé l'AN/SPS-55
- Classe Kidd (en)
- Classe Spruance
- Classe Oliver Hazard Perry
- Classe Avenger